# Fernandinho
Fernando Luiz Rosa (født 4. maj 1985), bedre kendt som Fernandinho, (brasiliansk portugisisk: [feʁnɐ̃ˈdʒĩj̃u]; betyder Lille Fernando), er en brasiliansk fodboldspiller, der til daglig spiller for den engelske klub Manchester City. Han har både erfaring fra den ukrainske Premier League og de europæiske storturneringer UEFA Cup og Champions League – han har endda vundet de to førstnævnte.

## Karriere
I hans unge år startede han 7 år gammel i den brasilianske midterklub Atlético Paranaense, hvor han også spillede lidt af hans år som seniorspiller. Efter at have spillet 72 kampe og scoret 14 mål for sin brasilianske barndomsklub skiftede han i 2005 til ukrainske Shakhtar Donetsk.
I Ukraine har han været med til at vinde Premier League, den ukrainske Cup og den ukrainske Super Cup, og er siden hen også blevet kåret til 'Årets Premier League-spiller' og 'Årets Shakhtar Donetsk-spiller.'
Med det brasilianske ungdomslandshold har han også vundet VM for ungdomslandshold i 2003, hvor turneringen blev afholdt i Forenede Arabiske Emirater.
I 2008–09 sæsonen af Champions League vakte Fernandinho dog noget opsigt igen, da han scorede et frisparksmål fra en afstand fra målet på 36 meter. Dette skete den 18. september 2008 i en gruppespilskamp mod FC Basel.
Den 6. juni 2013 tegnede Fernandinho kontrakt med Manchester City FC.